# Carinogalumna clericata
Carinogalumna clericata är en kvalsterart som först beskrevs av Berlese 1914.  Carinogalumna clericata ingår i släktet Carinogalumna och familjen Galumnidae. Inga underarter finns listade.